# Aleksander Bobkowski
Aleksander Bobkowski (ur. 5 stycznia 1885 w Krakowie, zm. ok. 1 marca 1966 w Genewie) – pułkownik dyplomowany saperów Wojska Polskiego, inżynier, działacz sportowy związany ze sportami zimowymi, zwłaszcza narciarstwem oraz wioślarstwem.

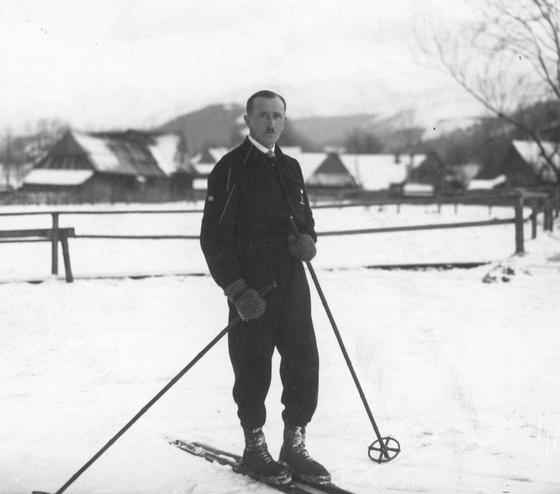
Aleksander Bobkowski na nartach w Zakopanem (1938)

## Życiorys
W 1908 r. ukończył Politechnikę Wiedeńską i podjął pracę w kolejnictwie austriackim. Od 1918 r. służył w Wojsku Polskim. Od 1922 roku pełnił służbę w Oddziale IV Sztabu Generalnego na stanowisku wojskowego komisarza kolejowego. W tym samym roku zweryfikowany został w stopniu podpułkownika ze starszeństwem z dniem 1 czerwca 1919 roku i 10. lokatą w korpusie oficerów kolejowych. W okresie od 2 listopada 1923 roku do 15 października 1924 roku był słuchaczem Kursu Doszkolenia Wyższej Szkoły Wojennej w Warszawie. Po ukończeniu kursu i uzyskaniu dyplomu naukowego oficera Sztabu Generalnego powrócił do Oddziału IV SG na poprzednio zajmowane stanowisko służbowe. W październiku 1926 roku wyznaczony został na stanowisko zastępcy szefa Oddziału IV Sztabu Generalnego – szefa Służby Komunikacji Wojskowej. Z dniem 1 grudnia 1929 roku przeniesiony został do dyspozycji Ministra Komunikacji z zachowaniem dotychczasowego dodatku służbowego. Obowiązki zastępcy szefa Oddziału IV Sztabu Głównego – szefa Służby Komunikacji Wojskowej przekazał płk. dypl. Aleksandrowi Szychowskiemu. Na stopień pułkownika awansowany został ze starszeństwem z dniem 1 stycznia 1930 roku. Z dniem 31 stycznia 1930 roku przeniesiony został do rezerwy. Pełniąc służbę w Sztabie Generalnym (Głównym) WP pozostawał oficerem nadetatowym 1 pułku kolejowego, a po przeniesieniu do rezerwy pozostawał na ewidencji 2 batalionu mostów kolejowych.
Będąc w dyspozycji Ministra Komunikacji objął stanowisko wicedyrektora Dyrekcji Okręgowej Polskich Kolei Państwowych w Krakowie. W następnym roku mianowany został na stanowisko dyrektora. Później powołany został na stanowisko II wiceministra komunikacji i sprawował je do września 1939 roku. Był najbliższym współpracownikiem Juliusza Ulrycha (ministra komunikacji) i inż. Juliana Piaseckiego (pierwszego wiceministra komunikacji). Równocześnie z pełnieniem funkcji wiceministra komunikacji był A.B. prezesem Naczelnej Organizacji Inżynierów R.P., grupującej wszystkie stowarzyszenia inżynierskie. Pod jego kierownictwem NOI wprowadziła paragraf aryjski (26/06/1939) i zobowiązała do jego wprowadzenia wszystkie zrzeszenia członkowskie.
Od 1908 r. uprawiał narciarstwo, jego ulubioną górą był Kasprowy Wierch w Tatrach. Wydał „Podręcznik narciarski” (Kraków, 1918; Lwów 1926). Był jednym z założycieli krakowskiego oddziału Karpackiego Towarzystwa Narciarzy, potem członkiem i (wraz z bratem Henrykiem) działaczem Tatrzańskiego Towarzystwa Narciarzy. Od 1921 r. działał też w nowo powstałym Warszawskim Klubie Narciarskim. Wkrótce stał się jednym z czołowych działaczy narciarskich w Polsce i głównym propagatorem narciarstwa zjazdowego. W 1919 r. był jednym z inicjatorów założenia Polskiego Związku Narciarskiego, a w 1920 r. został jego drugim z kolei prezesem. Z jego inicjatywy siedziba PZN została w 1921 r. przeniesiona do Warszawy. Funkcję prezesa pełnił do 1923 r., a następnie (po rocznej przerwie) od 1924 r. do wybuchu II wojny światowej. Od 1921 r. był również pierwszym prezesem utworzonego we Lwowie Polskiego Związku Łyżwiarskiego.
W 1926 na kongresie FIS w Lahti został wybrany do rady FIS. Dzięki jego wpływom o zaangażowaniu Zakopane dwukrotnie otrzymało organizację mistrzostw świata: w 1929 i w 1939. Pod kierownictwem A. Bobkowskiego praca PZN nabrała dużego rozmachu. Związek budował lub wspierał budowę pierwszych skoczni narciarskich, m.in. uznawanej nieraz za najpiękniejszą naturalną skocznię w Europie – skoczni na Krokwi (1925). Powstało również blisko 30 skoczni w innych rejonach polskich gór, od Wisły po Sławsko. Bobkowski był głównym motorem budowy kolei linowej na Kasprowy Wierch. Z jego inicjatywy w 1935 roku powstała państwowa spółka, „Towarzystwo Budowy i Eksploatacji Kolei Linowej Zakopane (Kuźnice) – Kasprowy Wierch”, która już w następnym roku oddała do eksploatacji tę słynną tatrzańską kolej linową. Inwestycja ta została przeprowadzona pomimo głośnych protestów środowisk ochrony przyrody. Dzięki temu, że Bobkowski był ministrem komunikacji, Zakopane otrzymało szybkie połączenie kolejowe z resztą Polski (słynną luxtorpedę, która trasę Zakopane – Kraków pokonywała w 2 godziny 45 minut). W znacznym stopniu zasługą Bobkowskiego była także budowa kolei linowo-terenowej na Gubałówkę (1938). W latach trzydziestych stworzona i kierowana przezeń Liga Popierania Turystyki była jedną z najbardziej wpływowych organizacji działających w Zakopanem. W wyborach samorządowych 1933 uzyskał mandat radnego Rady Miasta Krakowa. W 1934 był jednym z założycieli Rotary Clubu w Krakowie.
Od 1920 roku był prężnie działającym prezesem Wojskowego Klubu Wioślarskiego w Warszawie.

W latach 20. był członkiem Wojskowego Klubu Samochodowego i Motocyklowego. W 1936 został zastępcą przewodniczącego Komitetu Głównego Zjazdu Górskiego zorganizowanego w sierpniu 1936 w Sanoku.
W uznaniu zasług dla rozwoju turystyki otrzymał tytuł Honorowego Obywatela Zakopanego (1938), otrzymał też honorowe członkostwo Związku Górali (1939).
W czasie kampanii wrześniowej 1939 obowiązki II wiceministra komunikacji łączył z funkcją szefa III Eszelonu Szefostwa Komunikacji Naczelnego Wodza. Razem z rządem opuścił Polskę i osiadł (wraz ze swym teściem) w Szwajcarii, gdzie pracował w tamtejszym Touring Clubie. Ostatnie lata swego życia spędził skromnie w Genewie.
Pierwotnie został pochowany na cmentarzu w Versoix w Szwajcarii. Później szczątki Aleksandra i Heleny Bobkowskich zostały przeniesione do grobowca rodzinnego Mościckich na cmentarzu Powązkowskim w Warszawie (kwatera 205-5,6-19,20,21,22).
Jego osobie poświęcona została tablica pamiątkowa na bocznej ścianie budynku kolei linowej w Kuźnicach, której powstania był inicjatorem.

## Rodzina, życie prywatne
Brat gen. bryg. Henryka Bobkowskiego i Wandy Bobkowskiej – polskiej historyk, stryj Andrzeja Bobkowskiego, pisarza.
W 1934 r. w kaplicy Zamku Królewskiego w Warszawie wziął ślub z Heleną Zwisłocką, córką prezydenta Ignacego Mościckiego i wdową po Tadeuszu Zwisłockim, a następnie wyjechał z żoną w podróż poślubną do Zakopanego.

## Ordery i odznaczenia
- Krzyż Komandorski z Gwiazdą Orderu Odrodzenia Polski (1938)[12]
- Krzyż Oficerski Orderu Odrodzenia Polski (10 listopada 1928)[13][14]
- Złoty Krzyż Zasługi (dwukrotnie: 18 stycznia 1926[15][16], 13 maja 1933[17])
- Złota Odznaka Honorowa Ligi Obrony Powietrznej i Przeciwgazowej I stopnia[18]
- Odznaka ZHP „Wdzięczności” (1939, za zasługi dla harcerstwa)[19]
- Oficer Orderu Lwa Białego (Czechosłowacja, 1930)[20]
- Komandor Orderu Białej Róży Finlandii (Finlandia, 1931)
- Krzyż Wielki Orderu Krzyża Orła (Estonia, 1935)[21]
- Komandor Orderu Korony Jugosłowiańskiej (Jugosławia, 1937)[22]
- Krzyż Wielki Orderu Zasługi (Węgry, 1938)[23]